# Хосе Міро Кардона
Хосе Міро Кардона (ісп. José Miró Cardona; 22 серпня 1902 — 10 серпня 1974) — кубинський політик, п'ятнадцятий прем'єр-міністр Куби.

## Біографія
Правник за освітою. Був професором Гаванського університету й активним діячем опозиційного руху, що протистояв режиму Фульхенсіо Батисти. Надихав своїх студентів до участі в революційних заворушеннях.
Після перемоги Кубинської революції та короткочасного перебування на посаді прем'єр-міністра Фідель Кастро призначив Міро послом Куби в Іспанії. Втім уже за кілька місяців Міро розчарувався в політиці Кастро й подав у відставку, після чого попрохав про притулок в аргентинському посольстві. Взимку 1960 року виїхав в еміграцію до США.
У вигнанні Міро став одним з лідерів Кубинської революційної ради, яка, зокрема, займалась разом з адміністрацією Кеннеді підготовкою американського вторгнення до затоки Свиней. Міро, який у разі успіху операції мав стати президентом Куби, підготував програму економічних і політичних змін, що мали б змусити кубинців відмовитись від Кастро.
Після провалу операції Міро викладав право в Університеті Пуерто-Рико.